# IC 1019
IC 1019 ist eine Galaxie vom Hubble-Typ S im Sternbild Bärenhüter am Nordsternhimmel. Sie ist schätzungsweise 183 Millionen Lichtjahre von der Milchstraße entfernt.
Das Objekt wurde am 28. Juli 1892 vom französischen Astronomen Stéphane Javelle entdeckt.